# Tučkovo
Tučkovo (cyr. Тучково) – wieś w Serbii, w okręgu zlatiborskim, w gminie Požega. W 2011 roku liczyła 146 mieszkańców.